# Yahritza y su Esencia
Yahritza y su Esencia es un grupo estadounidense de música regional mexicana especializada en el género del sierreño urbano. Formado en Yakima, Washington está integrado por los hermanos Yahritza (voz y guitarra acústica), Armando (guitarra de doce cuerdas) y Jairo Martínez (bajo acústico).

## Carrera
La semana del 9 de abril de 2022, su canción «Soy el único» apareció en la lista Billboard Global 200. Yahritza escribió la canción cuando solo tenía catorce años. En la 23.ª Entrega Anual de los Premios Grammy Latinos, el trío fue nominado a Mejor Artista Nuevo, así como a Mejor Álbum Norteño por Obsessed, su álbum EP debut.

## Controversia
Aunque son de raíces mexicanas (sus padres son oriundos de Michoacán), se vieron envueltos en una controversia al declarar en una conferencia de prensa que, no les gustaba la Ciudad de México pues no les gustaba su ruido urbano y parte de su gastronomía, llevando a la gente en diferentes redes sociales a solicitar su cancelación.
Aunque las declaraciones se habrían hecho a principios del 2023, el grupo recibió críticas en las redes sociales durante el verano de ese año debido a sus declaraciones poco favorecedoras sobre México y su comida. En el video podía escucharse a los hermanos expresando su falta de agrado por la gastronomía mexicana y otros aspectos culturales. Las mismas habrían generado que en redes sociales el público se expresase en contra de ellos con duras críticas en donde les solicitaban dejar de lucrar con la música puesto que la banda intenta vender música de regional mexicano, pero, en sus declaraciones, no les gusta la cultura del país, solicitándoles que eviten visitar México en el futuro. Los hermanos Martínez pidieron disculpas por las declaraciones al siguiente día de realizarse la polémica, 6 de agosto, señalando que se sienten orgullosos de sus raíces mexicanas. Se reportó que ante la andanada en su contra los hermanos Martínez sufrieron de depresión y fueron amenazados de muerte.

Esto desencadenó una serie de ataques contra los rasgos físicos de los tres hermanos. Luis Escala, investigador de Estudios Culturales del Colegio de la Frontera Norte considera que: 
“Estas personas [quienes criticaron fuertemente a la agrupación] fueron muy rápidas en opinar desde el estómago y no desde la cabeza. Es la histórica y profunda incomprensión que se tiene entre los mexicanos hacia las comunidades migrantes en Estados Unidos, especialmente las segundas generaciones. No se comprende que son otra generación, o sea, mexicoamericanos si se quiere [...] Están sumergidos en una cultura que ya no es la mexicana. Su horizonte de vida está puesto en otras directrices diferentes”.
Estos ataques evidencian el racismo porque según Escala «Cuando pasan estas cosas [estas polémicas], el mexicano siempre va a atacar, demeritar o agredir al otro mexicano a partir de su color de piel, de sus rasgos», aunque sí puntualizó que es posible que les hiciera falta asesoramiento ya que las declaraciones que hicieron resultan hirientes para el ser mexicano que no tolera ciertas cosas.

### Repercusiones

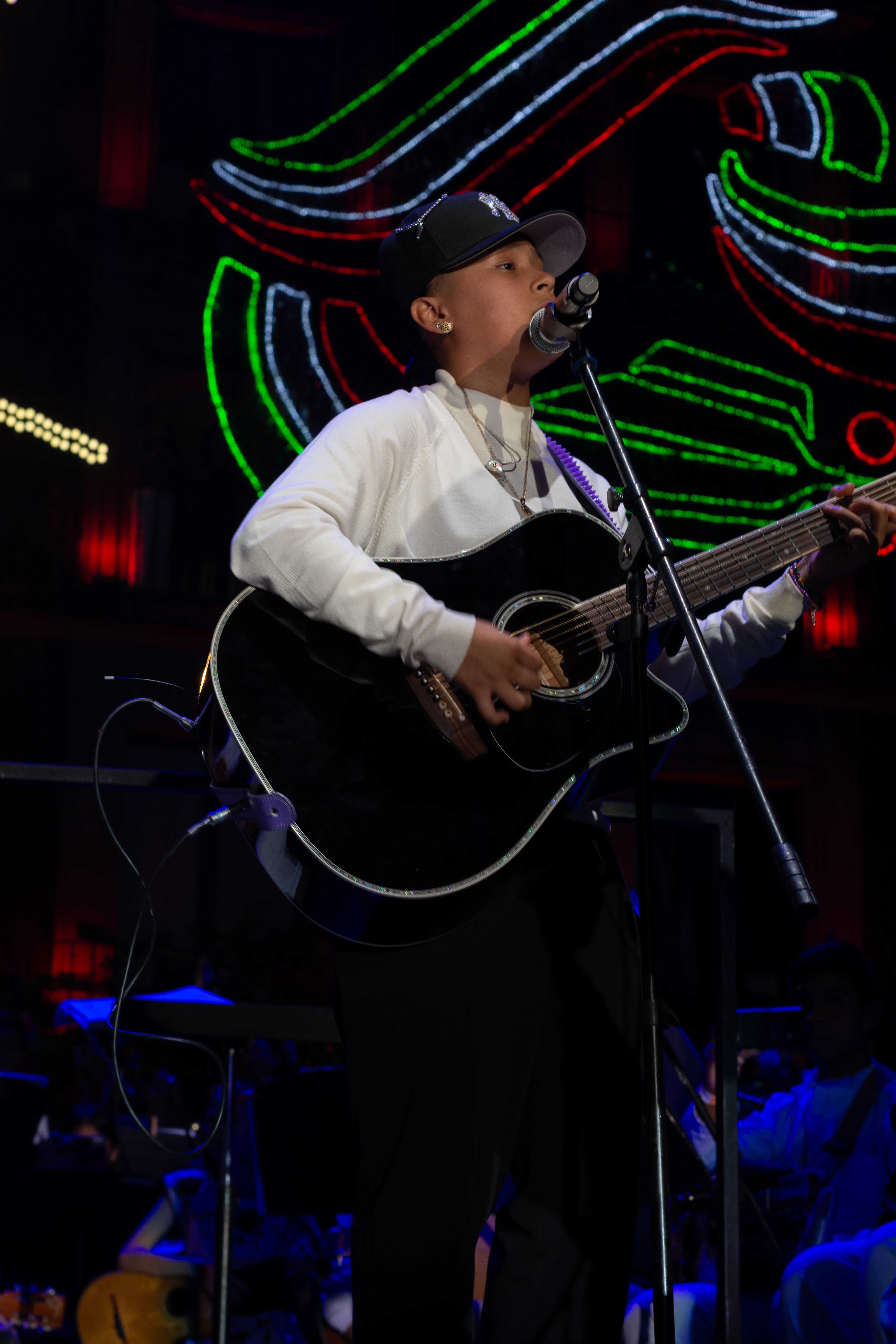
Yahritza Martínez (vocalista) en el Zócalo de la Ciudad de México, México.

A consecuencia de la controversia y la «cancelación» por parte del público, el sencillo «Solo que lo dudes», en el que Yahritza y su Esencia participaron como artistas invitados del grupo Banda MS y que fue lanzado semanas después de la polémica, no fue bien recibido, por lo que este último grupo tuvo que deslindarse de los problemas a través de un comunicado en redes sociales, pidiendo también que se detuviera el ataque hacia ellos y hacia el primer grupo.
También, se eliminó su imagen de los promocionales del Festival Arre HSBC, evento musical que ya llevaba meses publicitándose, por lo que erróneamente se creyó que la banda no sería parte de este. Se cancelaron algunas fechas de su gira The Obsessed Tour que estaban agendadas para los meses de agosto y septiembre como en el Crescent Ballroom en Phoenix, Arizona; en el The Observatory en Santa Ana, California; en el Riverside Municipal Auditorium en Rivirside; en Tijuana, Guadalajara y en la Ciudad de México.
Ante el anuncio de su presentación en el grito de independencia el 15 de septiembre de 2023, el presidente Andrés Manuel López Obrador respaldó su presentación en el Zócalo de la Ciudad de México y pidió a los mexicanos tomar en cuenta las disculpas que los jóvenes ya habían dado y que lo hecho no era "de mala fe". Sin embargo, a pesar de la petición, habrían circulado notas de prensa y diversos vídeos en redes sociales en donde al inicio de su presentación se habrían escuchado diversos abucheos lo que habría hecho que la presentación de la agrupación no superase los 5 minutos.
Dichas situaciones habrían sido calificadas por su publirrelacionista —Romina Andrea Magorno-Ayala— como ≪exageradas≫ y ≪dañinas≫ durante un Live en su cuenta de Instagram —que era pública y ante los reproches por parte de los cibernautas se vio forzada a hacer privada— en donde mencionó viajaría de forma cotidiana —2 veces por mes— a la Ciudad de México y que esta estaría llena de Carl’s Juniors, Shake Shack o Kentucky Fried Chicken entre otros, y que no entendía por qué se enfocaban en algo tan minúsculo —haciendo referencia a la gastronomía de México— cuando habría cosas ≪más≫ peores sucediendo en el país, lo que habría generado una nueva ola en redes al atacar nuevamente la gastronomía y pidiendo que si no les gustaba la cultura mexicana, podrían irse a ganar dinero a otro país.

## Discografía

### EP
| Título         | Detalles | Posición más alta | Posición más alta | Certificaciones         |
| Título         | Detalles | EU                | EU Latin          | Certificaciones         |
| -------------- | --- | ----------------- | ----------------- | ----------------------- |
| Obsessed       | - Lanzamiento: 22 de abril de 2022 - Formato: Descarga digital, streaming - Disquera: Lumbre Music, Columbia, Sony Music Latin/Iberia     | 173               | 7                 | - RIAA: Platino (Latin) |
| Obsessed Pt. 2 | - Lanzamiento: 8 de septiembre de 2023 - Formato: Descarga digital, streaming - Disquera: Lumbre Music, Columbia, Sony Music Latin/Iberia | —                 | —                 |                         |

### Sencillos

#### Como artista principal
| Título                                              | Año  | Posiciones más altas en listas | Posiciones más altas en listas | Posiciones más altas en listas | Posiciones más altas en listas | Posiciones más altas en listas | Posiciones más altas en listas | Posiciones más altas en listas | Posiciones más altas en listas | Certificaciones          | Álbum              |
| Título                                              | Año  | EU                             | EULatin                        | MEX                            | BOL                            | PER                            | ECU                            | ARG                            | Global                         | Certificaciones          | Álbum              |
| --------------------------------------------------- | ---- | ------------------------------ | ------------------------------ | ------------------------------ | ------------------------------ | ------------------------------ | ------------------------------ | ------------------------------ | ------------------------------ | ------------------------ | ------------------ |
| «Soy el único»                                      | 2022 | 20                             | 1                              | 12                             | —                              | —                              | —                              | —                              | 29                             | - RIAA: Diamante (Latin) | Obsessed           |
| «Esta noche»                                        | 2022 | —                              | 16                             | —                              | —                              | —                              | —                              | —                              | —                              |                          | Obsessed           |
| «Inseparables» (con Iván Cornejo)                   | 2022 | —                              | 17                             | —                              | —                              | —                              | —                              | —                              | —                              |                          | Obsessed Pt. 2     |
| «Cambiaste»                                         | 2023 | —                              | —                              | —                              | —                              | —                              | —                              | —                              | —                              |                          | Obsessed Pt. 2     |
| «Frágil» (con Grupo Frontera)                       | 2023 | 69                             | 11                             | 7                              | 2                              | 11                             | 12                             | 36                             | 37                             | - AMPROFON: Paltino      | Obsessed Pt. 2     |
| «Qué agonía (Remix)» (con Yuridia y Ángela Aguilar) | 2023 | —                              | —                              | —                              | —                              | —                              | —                              | —                              | —                              |                          | Sencillo sin álbum |
| "—" denota una grabación que no entró a esa lista.  |      |                                |                                |                                |                                |                                |                                |                                |                                |                          |                    |

#### Como artista invitado
| Título                            | Año  | Álbum              |
| --------------------------------- | ---- | ------------------ |
| «Solo que lo dudes» (de Banda MS) | 2023 | Sencillo sin álbum |

#### Sencillos promocionales
| Título                    | Año  | Álbum              |
| ------------------------- | ---- | ------------------ |
| «Déjalo ir»               | 2022 | Obsessed           |
| «Amarga navidad»          | 2022 | Sencillo sin álbum |
| «Fuentes de Ortiz»        | 2022 | Sencillo sin álbum |
| «No se puede decir adiós» | 2023 | Obsessed Pt. 2     |
| «Nuestra canción»         | 2023 | Obsessed Pt. 2     |

## Premios y nominaciones
| Premio                      | Año  | Categoría                               | Trabajo nominado      | Resultado | Ref.   |
| --------------------------- | ---- | --------------------------------------- | --------------------- | --------- | ------ |
| Latin Grammy Awards         | 2022 | Mejor Nuevo Artista                     | Yahritza y su Esencia | Nominado  | [ 29 ] |
| Latin Grammy Awards         | 2022 | Mejor Álbum Norteño                     | Obsessed              | Nominado  | [ 29 ] |
| Latin American Music Awards | 2023 | Nuevo Artista del Año                   | Yahritza y su Esencia | Nominado  | [ 30 ] |
| Latin American Music Awards | 2023 | Dúo o Grupo Regional Mexicano Favorito  | Yahritza y su Esencia | Nominado  | [ 30 ] |
| Latin American Music Awards | 2023 | Álbum Regional Mexicano Favorito        | Obsessed Deluxe       | Nominado  | [ 30 ] |
| Premios Lo Nuestro          | 2023 | Dúo o Grupo Regional Mexicano del Año   | Yahritza y su Esencia | Nominado  | [ 31 ] |
| Premios Lo Nuestro          | 2023 | Nuevo Artista Regional Mexicano del Año | Yahritza y su Esencia | Nominado  | [ 31 ] |
| Premios Lo Nuestro          | 2023 | Canción Sierreña del Año                | «Soy el único»        | Ganador   | [ 31 ] |